# Vila Chã (Vale de Cambra)
Vila Chã é uma localidade portuguesa do Município de Vale de Cambra que foi sede da extinta Freguesia de Vila Chã, freguesia que tinha 5,70 km² de área e 3 912 habitantes (2011), e, por isso, uma densidade populacional de 686,3 hab/km². 
A Freguesia de Vila Chã foi extinta (agregada) pela reorganização administrativa de 2013, sendo o seu território integrado na então criada Freguesia de Vila Chã, Codal e Vila Cova de Perrinho.
A cidade de Vale de Cambra abrangia parte do seu território.

## População
| Número de habitantes residentes | Número de habitantes residentes | Número de habitantes residentes | Número de habitantes residentes | Número de habitantes residentes | Número de habitantes residentes | Número de habitantes residentes | Número de habitantes residentes | Número de habitantes residentes | Número de habitantes residentes | Número de habitantes residentes | Número de habitantes residentes | Número de habitantes residentes | Número de habitantes residentes | Número de habitantes residentes |
| ------------------------------- | ------------------------------- | ------------------------------- | ------------------------------- | ------------------------------- | ------------------------------- | ------------------------------- | ------------------------------- | ------------------------------- | ------------------------------- | ------------------------------- | ------------------------------- | ------------------------------- | ------------------------------- | ------------------------------- |
| 1864                            | 1878                            | 1890                            | 1900                            | 1911                            | 1920                            | 1930                            | 1940                            | 1950                            | 1960                            | 1970                            | 1981                            | 1991                            | 2001                            | 2011                            |
| 778                             | 837                             | 868                             | 935                             | 1 249                           | 1 374                           | 1 382                           | 2 075                           | 2 468                           | 2 861                           | 3 325                           | 3 652                           | 3 652                           | 4 133                           | 3 912                           |

Pelo decreto nº 12,976, de 31/12/1926, passou esta freguesia a ser a sede do concelho de Vale de Cambra (anteriormente Macieira de Cambra no lugar de Macieira). A sede desta freguesia situava-se na localidade de Gandra, que passou a designar-se Vale de Cambra
| Distribuição da População por Grupos Etários | Distribuição da População por Grupos Etários | Distribuição da População por Grupos Etários | Distribuição da População por Grupos Etários | Distribuição da População por Grupos Etários | Distribuição da População por Grupos Etários | Distribuição da População por Grupos Etários | Distribuição da População por Grupos Etários | Distribuição da População por Grupos Etários | Distribuição da População por Grupos Etários |
| -------------------------------------------- | -------------------------------------------- | -------------------------------------------- | -------------------------------------------- | -------------------------------------------- | -------------------------------------------- | -------------------------------------------- | -------------------------------------------- | -------------------------------------------- | -------------------------------------------- |
| Ano                                          | 0-14 Anos                                    | 15-24 Anos                                   | 25-64 Anos                                   | > 65 Anos                                    |                                              | 0-14 Anos                                    | 15-24 Anos                                   | 25-64 Anos                                   | > 65 Anos                                    |
| 2001                                         | 674                                          | 644                                          | 2234                                         | 581                                          |                                              | 16,3%                                        | 15,6%                                        | 54,1%                                        | 14,1%                                        |
| 2011                                         | 543                                          | 423                                          | 2269                                         | 677                                          |                                              | 13,9%                                        | 10,8%                                        | 58,0%                                        | 17,3%                                        |

## Património
- Capelas de Nossa Senhora das Dores e de Santo António
- Casa de Refojos com capela
- Cinema
- Santuário de Santo António
- Cruzeiro
- Oficinas das Lançandeiras
- Antigas minas do Pintor